# حسن الكبير القذافي
 حسن الكبير القذافي هو ابن عم معمر القذافي. اشتهر في ليبيا وخارجها بفضل شغله لمنصب قائد اللجنة الثورية، ثم زادت شهرته عند انتشار أخبار تُفيد بأنه كان المسؤول عن حماية معمر حتى الموت وإسقاط نظامه خلال الحرب الأهلية الليبية.